# Скофнунг
Скофнунг — меч полулегендарного датского короля Хрольфа Краки. «Лучший из всех мечей, что были в северных землях», отличался сверхъестественной остротой и прочностью, а также тем, что был наполнен духами 12 верных берсерков — телохранителей короля.
Скофнунг впервые упоминается в саге, не связанной с Хрольфом, где говорится, что выбранный по жребию исландец Скегги из Мидфирта, проник в курган Хрольфа Краки и разграбив его нашел меч, что может иметь реальную историческую основу. В скандинавской литературе встречаются и другие подобные случаи, так например, меч из кургана извлек Греттир Сильный. События, связанные с возвращением Скофнунга, описаны в главах 9 и 10 саги о Кормаке.
Меч также появляется в саге о людях из Лососьей долины, где он сперва перешел во владение Эйда — сына Скегги из Мидфирта, а от Эйда был передан его родственнику Торкелю Эййолфссону. Эйд дает меч Торкелю, чтобы тот убил Грима — преступника убившего сына Эйда. Торкель сперва сражается с Гримом, однако затем они становятся друзьями, и Торкель не возвращает меч Эйду.
Скофнунг ненадолго теряется, когда корабль Торкеля переворачивается во время плавания вокруг Исландии, и все находящиеся на нем тонут. Однако меч застревает в досках корабля и его выбрасывает на берег. В какой-то момент он попадает к сыну Торкеля Геллиру, так как позже в саге упоминается, что тот носит его с собой. Геллир умирает в Дании, возвращаясь из паломничества в Рим. Его вместе со Скофнунгом хоронят в Роскилле, недалеко от того места, где меч был найден в кургане. Далее в саге говорится, что меч остался у Геллира, и так и не был найден после этого.
В главе 57 саги о людях из Лососьей долины говорится, что меч нельзя обнажать в присутствии женщин и что солнце никогда не должно светить на рукоять меча. Это похоже на многие другие древние суеверия, например, как связанные с камнем Эгджум в Норвегии. Также говорится, что любая рана, нанесенная Скофнунгом, не заживет, если её не протереть Камнем Скофнунга, который Эйд дает Торкелю Эййолфссону вместе с мечом.